# Jack Woolams
Jack Valentine Woolams (San Francisco, 14 de febrero de 1917 – Lago Ontario, 30 de agosto de 1946) fue el piloto de pruebas principal y más tarde el piloto de pruebas jefe de la Bell Aircraft Corporation durante la introducción de los aviones P-39, P-63, P-59 y X-1. Estableció un récord mundial de altitud y fue la primera persona en volar un avión de combate sin escalas en los Estados Unidos.

## Biografía
Woolams nació en la ciudad de San Francisco el Día de San Valentín de 1917, hijo del matrimonio de Leonard y Elsa Woolams. Se crio en el suburbio de Ross, California. Woolams asistió a la Universidad de Chicago durante dos años antes de unirse al Cuerpo Aéreo del Ejército de los Estados Unidos. Estuvo en servicio activo durante aproximadamente dieciocho meses, después de lo cual regresó a la Universidad de Chicago y se graduó con una licenciatura en economía en junio de 1941.

## Carrera y récords de vuelo
Después de la universidad, Woolams fue contratado por el piloto de pruebas jefe de Bell Aircraft, Bob Stanley, como piloto de pruebas. Woolams fue pronto transferido de la división de vuelos de prueba a la división de investigación experimental. En septiembre de 1942, se convirtió en la primera persona en volar un avión de combate de costa a costa sobre los Estados Unidos sin detenerse. En el verano de 1943, estableció un nuevo récord de altitud de 47.600 pies (14.500 metros). Woolams se convirtió en piloto de pruebas jefe cuando Stanley fue ascendido a vicepresidente de ingeniería en 1944. Woolams fue el primer piloto en volar el Bell X-1 y el único piloto en volar el avión cohete en las instalaciones de investigación de Bell en el aeródromo de Pinecastle Army en Orlando, Florida. Woolams originalmente estaba programado para volar el X-1 más rápido que la velocidad del sonido, pero ese honor sería para Chuck Yeager.

## Personalidad
Woolams era conocido por ser muy bromista. Mientras volaba el avión a reacción experimental P-59, aún desconocido, se unía a la formación con pilotos desprevenidos que volaban aviones de combate propulsados por hélice y, para su sorpresa, los saludaba mientras usaba una máscara de gorila, un bombín y un puro, y luego se iba volando dejándolos detrás.

## Muerte y legado
Woolams murió el 30 de agosto de 1946 en un accidente del avión de carreras P-39 Cobra I modificado durante un vuelo de práctica para la National Air Races en Cleveland, Ohio, que iba a celebrarse al día siguiente. Woolams voló el Cobra I desde Cleveland de regreso a Bell Aircraft en las Cataratas del Niágara el 29 de agosto, luego de obtener una decepcionante velocidad de calificación de 392 mph. Woolams estaba probando el avión sobre el lago Ontario a última hora de la tarde a velocidades de más de 400 mph cuando, de forma repentina e inexplicable, se estrelló contra el agua y se partió en pedazos con el impacto. Su cuerpo fue recuperado cuatro días después. Después de que se recuperaron los restos del Cobra I, se creía que un fallo en la cubierta de la carlinga fue la causa del accidente y de la muerte de Woolams; sin embargo, testigos en tierra afirmaron haber visto la cola separada del avión, lo que pudo haber causado el accidente.
Hubo un debate interno en Bell Aircraft sobre si continuar con la carrera o no, pero el compañero de equipo de Woolams y piloto de pruebas de Bell, Tex Johnston, insistió en que Woolams habría corrido si hubiera sido al revés. El día después de la muerte de Woolams, Johnston ganó el Trofeo Thompson de 1946 en el Cobra II, el gemelo idéntico del Cobra I.